# Nanna
Sin (akkadiană: Su'en, Sîn) sau Nanna (sumeriană: DŠEŠ. KI, DNANNA) a fost zeul Lunii în mitologia mesopotamiană. Nanna este o zeitate sumeriană, fiul lui Enlil și Ninlil și a fost identificat cu zeul Sin (semitic). Cele două locuri principale pentru închinarea la Nanna / Sin au fost Ur în sudul Mesopotamiei și Harran în nord. Un zeu al lunii cu același nume a fost venerat și în Arabia de Sud pre-islamică.
El a fost, de asemenea, un vechi zeu protector al păstorilor. În perioada în care Ur exercita supremația asupra văii Eufrat (între 2600 și 2400 î.Hr.), zeul Sin a fost considerat zeul suprem al panteonului. Atunci a fost desemnat ca "tatăl zeilor", "capul zeilor" sau "creatorul tuturor lucrurilor".
El a fost numit și "Cel a cărui inimă nu poate fi citită" și i s-a spus că "putea vedea mai departe decât toți zeii". Se spune că la fiecare lună nouă, zeii se adună de la el pentru a face predicții despre viitor.